# Адіра
Адіра (фінік.  ), інші назви — ашуфат (фінік.  ), мовад (фінік.  ) — рада старійшин у фінікійських містах-державах переважно аристократичного устрою. Розглядала важливі державні справи, що іноді передавалися на розгляд народих зборів — ама (фінік. ).
У Карфагені адіра існувала щонайменше з часу придушення заколоту Малха (приблизно у 538 до н. е.). Грецькі джерела називали карфагенську адіру «герусією», римські — «сенатом», з огляду на очевидну подібність природи і функцій цих органів.